# Oswald Paulig
Oswald Paulig (* 8. Mai 1922 in Bergedorf; † 13. Juni 2006) war ein deutscher Konsumgenossenschafter und SPD-Politiker.

## Jugend
Oswald Paulig wurde 1922 in Hamburg-Bergedorf geboren und besuchte die Volksschule in der Schule am Brink von 1929 bis 1933. Bis zum Abitur 1941 ging er in die Hansa-Schule, dem heutigen Hansa-Gymnasium, in Bergedorf. Anschließend war er bis 1945 als Soldat Pilot bei der Luftwaffe. 1945 begann er sein Studium an der Universität Hamburg, das er 1949 als Diplom-Volkswirt abschloss.

## Konsumgenossenschafter
Paulig war in den Jahren 1949 bis 1961 angestellt bei der konsumgenossenschaftlichen Waren- und Wirtschaftszentrale, der Großeinkaufsgesellschaft Deutscher Konsumgenossenschaften mbH (GEG), Hamburg. In dieser Zeit ging er 1952 für ein Jahr nach Schweden zur Kooperativa Förbundet. Bis zum Jahr 1954 war er hier persönlicher Referent des Vorsitzenden der Geschäftsführung Gustav Dahrendorf. Von 1968 bis 1987 war er Präsident des Bundes deutscher Konsumgenossenschaften GmbH (BdK), Hamburg.
Ab 1975 war er Vorstandsmitglied des Revisionsverbandes deutscher Konsumgenossenschaften (RdK).
In seine Amtszeit fällt der Niedergang der Konsumgenossenschaftsbewegung und der Unternehmensgruppe co op.
Paulig war in den Jahren 1986 bis 1990 Vorstandsmitglied des Bundesvereins zur Förderung des Genossenschaftsgedankens e. V.
Angesprochen auf seine Ämterfülle, zusätzlich auch in der SPD, antwortete er: „Ich hatte beim Bund deutscher Konsumgenossenschaften einen Vertrag zu erfüllen, und vertragsbrüchig bin ich nie geworden.“

## Sonstiges

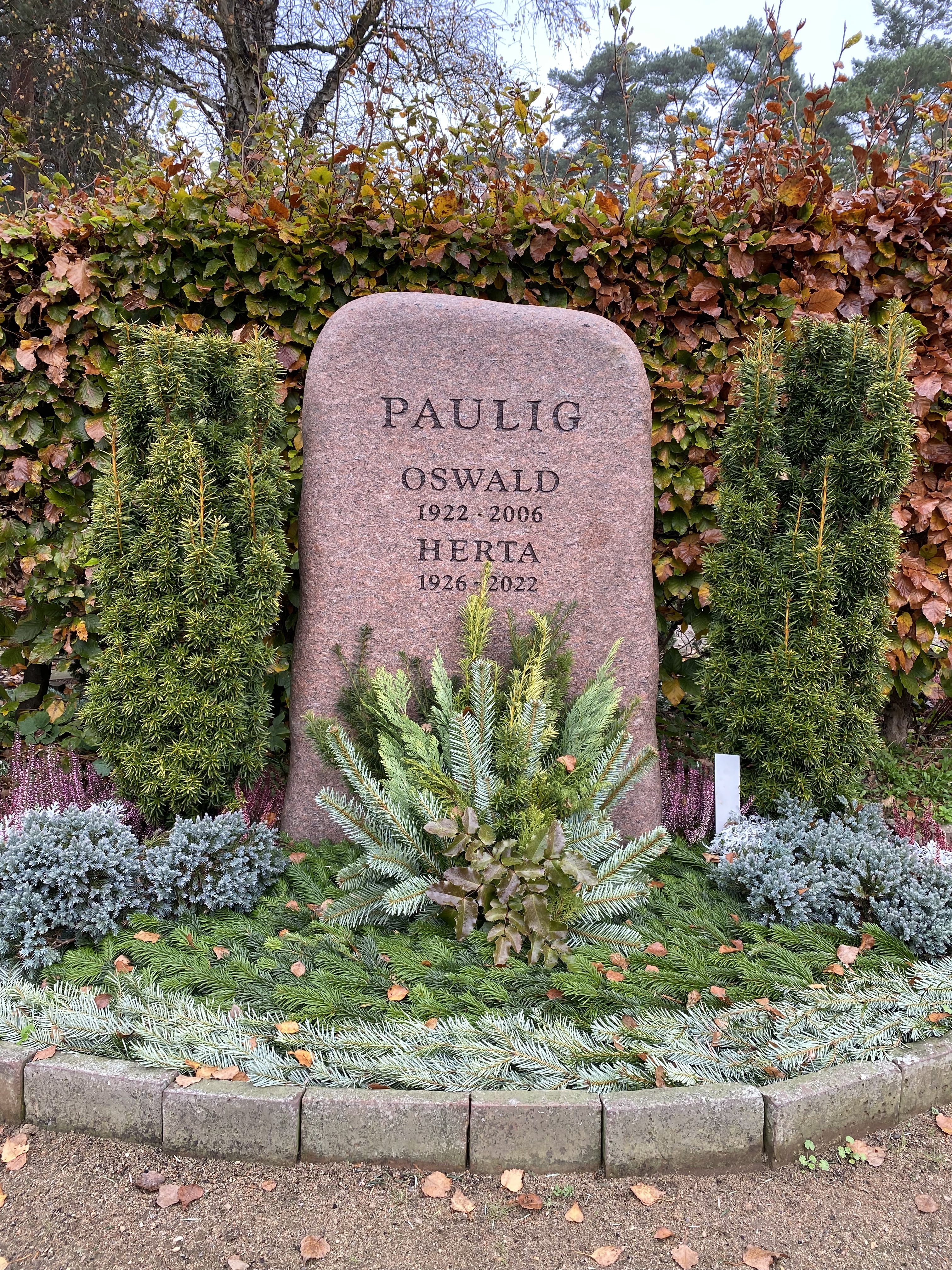
Grabstätte

Im Jahr 1961 wurde er zum Direktor der Hamburgischen Wohnungsbaukasse berufen, einem öffentlichen Unternehmen. Dort blieb er bis 1968, um dann wieder in die Konsumgenossenschaftsbewegung zurückzukehren.

## Politiker
Im Jahr 1945 trat Oswald Paulig in die SPD ein. Er war in der Partei zunächst bis 1949 Mitglied im SDS.
Paulig war dann in den Jahren 1949 bis 1953 Mitglied der Bezirksversammlung Bergedorf und von 1953 bis 1982 Mitglied der Hamburgischen Bürgerschaft. Hierbei war er von 1965 bis 1970 Vorsitzender der SPD-Bürgerschaftsfraktion.
Von 1970 bis 1980 war er Landesvorsitzender der SPD Hamburg und von 1980 bis 1994 Schatzmeister der Hamburger SPD. Im Jahr 1994 wurde Oswald Paulig zum Ehrenvorsitzenden der SPD Hamburg gewählt.
Unter seinen Hamburger Parteigenossen wurde er Ossi genannt.
Oswald Paulig verstarb 84-jährig und wurde auf dem Hamburger Friedhof Bergedorf beigesetzt.

## Ehrungen
- Die Bürgermeister-Stolten-Medaille wurde ihm 1997 verliehen.
- Für 60 Jahre Mitgliedschaft in der SPD wurde auf der Weihnachtsfeier des Distriktes Bergedorf der SPD am 10. Dezember 2005 Oswald Paulig geehrt.[5]